# Autorité de la Concurrence
Die französische Autorité de la Concurrence (deutsch Wettbewerbsbehörde) mit Sitz in Paris ist die nationale Wettbewerbsbehörde Frankreichs, die in jetziger Form seit 2008 besteht.

## Grundlage und Aufgaben
Die Behörde wurde per Gesetz vom 4. August 2008 (loi de modernisation de l'économie n° 2008-776) als unabhängige Wettbewerbsbehörde ins Leben gerufen. Sie ist die Nachfolgeorganisation des Conseil de la Concurrence (wörtlich: Wettbewerbsrat) mit beträchtlich erweiterten Kompetenzen. So ist sie kein konsultatives Organ, sondern direkt für die Kontrolle von Unternehmenskonzentrationen und Verstößen gegen die Wettbewerbsgesetzgebung verantwortlich und verfügt über die notwendigen Kompetenzen und Mittel selbstständig zu ermitteln und Empfehlungen an die jeweils zuständigen Minister abzugeben.

## Vorgängerbehörden
Der ehemalige Wettbewerbsrat Frankreichs wurde am 1. Dezember 1986 gegründet. Er ging wiederum aus der Wettbewerbskommission (Commission de la Concurrence) hervor, die seit dem 19. Juni 1977 bestand. Diese wiederum baut auf der Arbeit der Ausgleichstechnikkommission (Commission technique des ententes) Frankreichs auf, die am 9. August 1953 gegründet wurde.
Obwohl der Wettbewerbsrat Frankreichs formal keine Behörde war und dem Wirtschaftsminister unterstand, konnte sie doch Erklärungen herausgeben und bei Verstößen gegen das Wettbewerbsrecht Sanktionen verhängen. Seit dem 15. März 2001 wurden das Wettbewerbsrecht und damit die Sanktionsmöglichkeiten des Wettbewerbsrates deutlich verschärft. Neben Paragraph L464-2 des Handelsgesetzbuches (Code du Commerce le Conseil de la Concurrence peut infliger une sanction pécuniaire soit immédiatement soit en cas d'inexécution des injonctions) und weiteren Handelsgesetzen kann es sich auf Artikel 81 und 82 des Vertrags der Europäischen Gemeinschaft stützen.